# Use Your Voice
Use Your Voice is het zevende en meest recente studioalbum van de Amerikaanse punkband H2O.
Het album werd uitgebracht via Bridge 9 Records op 9 oktober 2015. Er zijn twee videoclips voor nummers van dit album gemaakt, namelijk voor "Skate" (juni 2015) en "True Romance" (15 februari 2016).

## Nummers
1. "Black Sheep" - 1:49
2. "Skate!" - 1:07
3. "Thick and Thin" - 2:21
4. "Use Your Voice" - 1:29
5. "Father Figure" - 1:48
6. "From the Heart" - 1:51
7. "Popage" - 2:08
8. "LYD" - 1:54
9. "Still Dreaming" - 2:37
10. "#NotRealLife" - 2:13
11. "True Romance" - 2:54

## Band
- Toby Morse - zang
- Rusty Pistachio - gitaar, zang
- Adam Blake - basgitaar
- Todd Friend - drums